# Rebels
Rebels é o quarto álbum de estúdio – e primeiro em inglês – do grupo pop musical mexicano RBD, sendo este o seu primeiro álbum a ser gravado majoritariamente em inglês. Lançado em 19 de dezembro de 2006 através das gravadoras EMI e Virgin. Rebels contém algumas músicas dos álbuns de estúdio anteriores do grupo que foram traduzidas para o inglês, bem como canções inéditas que foram gravadas exclusivamente para o disco. Tendo como sonoridade principal o pop, o projeto engloba uma variedade de gêneros, incluindo reggaeton, dance pop e R&B, que foram introduzidos como novos estilos musicais do grupo.
Rebels recebeu análises negativas de críticos especializados em música contemporânea, que negativaram a qualidade das canções presentes na obra. O disco foi recebido de forma morna comercialmente; nos Estados Unidos — principal foco do projeto — debutou apenas na quadragésima posição da tabela musical Billboard 200, compilada pela revista Billboard, com 94 mil cópias vendidas. No México, estreou no posto setenta e quatro, a mais baixa de toda a carreira do grupo. Mesmo assim, foi certificado com ouro pela Asociación Mexicana de Productores de Fonogramas y Videogramas (AMPROFON).
Para promover Rebels, três singles oficiais foram extraídos do álbum. O primeiro, "Tu Amor", foi lançado em 22 de setembro de 2006. A canção alcançou a 65ª posição na Billboard Hot 100 dos Estados Unidos, onde tornou-se o segundo single do RBD a adentrar nessa tabela. "Wanna Play" foi lançada como música de trabalho apenas nos Estados Unidos em 17 de dezembro. A faixa não teve um videoclipe de acompanhamento. "Money Money" foi liberada apenas na Espanha em 19 de dezembro, também sem um videoclipe. O projeto foi adicionalmente promovido em programas de televisão e através da Celestial Tour, que percorreu vários países em 2007.

## Lançamento
Após o lançamento de três discos em espanhol, três em português e dois ao vivo, o RBD deu início às gravações de seu primeiro álbum em inglês de sua carreira, logo após o término de seu terceiro álbum de estúdio em espanhol, Celestial (2006). Rebels foi originalmente publicado em 19 de dezembro de 2006 no México e Estados Unidos. Posteriormente, em 2007, o disco foi publicado na França e Espanha, onde foi lançado em sua versão deluxe, a qual continha além do disco na versão padrão e um DVD.

## Crítica profissional
Rebels não foi bem recebido pela maioria dos críticos de música contemporânea. A interpretação das canções em inglês pelo grupo foi o elemento mais criticado do álbum. Denise Sheppar, editora do portal Amazon.com, destacou em sua resenha crítica o fato de alguns integrantes do RBD "serem atores talvez mais talentosos do que cantores" e que "felizmente" as canções são compostas por profissionais especializados. Sheppar finaliza seu texto dizendo que "Cariño Mío" e "Wanna Play" são as canções de destaque do álbum e que seus fãs os amam independente do idioma.
| Críticas profissionais | Críticas profissionais |
| Avaliações da crítica  | Avaliações da crítica  |
| Fonte                  | Avaliação              |
| ---------------------- | ---------------------- |
| Allmusic               | [ 6 ]                  |
| Amazon.com             | (mista)                |

Atribuindo duas estrelas e meia a produção, Jason Birchmeier, do portal Allmusic Guide, inicia sua resenha dizendo que "era inevitável [que o RBD gravasse um álbum em língua inglesa]". Em seguida, Jason afirma que a música "Tu Amor", lançada como single de Rebels e escrita e produzida por Diane Warren, é "elementar em sua simplicidade" e que seu intérprete (Christian Chávez) "é o mais fluente do grupo". O redator afirmou também, assim como Sheppar, que as canções "Wanna Play" e "Cariño Mío" são os destaques do álbum. Porém, no desenvolvimento de seu texto, Birchmeier não se mostra satisfeito com o disco, afirmando que "[...] o restante das 11 faixas são levemente decepcionantes" e que as respectivas canções lançadas em inglês perdem a qualidade "não só em termos de letras, mas também em interpretação". O autor encerra seu texto afirmando que "é melhor o RBD ficar com seu idioma materno" e que "às vezes as músicas são mais agradáveis quando você não entende as letras", referenciando o fato de a pronúncia em inglês do grupo não ser "satisfatória". Os usuários do serviço online MSN Music, no entanto, deram a Rebels uma avaliação muito positiva de quatro estrelas e meia.

## Divulgação
O primeiro single extraído de Rebels foi "Tu Amor", lançado em 22 de setembro de 2006. A música paradoxalmente tem o seu título em espanhol, apesar de ser inteiramente cantada em inglês, já que o grupo "não deseja[va] se desvincular de suas raízes hispânicas". O single estreou oficialmente na estação de rádio KISS-FM em Los Angeles, Califórnia, após ter vazado na Internet antes de sua data oficial de lançamento. O single ganhou o prêmio Les Etoiles Cherie FM na França de "Canção Internacional do Ano" e o Prêmio Mi TRL de "Melhor Vídeo Musical". O videoclipe da música foi filmado em uma praia em Los Angeles e foi exibido em 23 de outubro de 2006 pela MTV Tres. Os vocais principais da música são executados exclusivamente por Christian Chávez. A canção tornou-se o segundo single do RBD a entrar na Billboard Hot 100 dos Estados Unidos, onde alcançou a posição de número 65, o pico mais alto de toda a carreira do grupo nessa tabela. Na Hungria, no entanto, obteve a 36ª posição na parada de singles do país. A segunda música de trabalho, lançado em 17 de dezembro apenas nos Estados Unidos, foi "Wanna Play". A faixa, no entanto, não teve o apoio promocional de um videoclipe. Por último, o terceiro single de Rebels, "Money Money", foi lançado em 19 de dezembro apenas na Espanha. Nenhum videoclipe foi lançado para promover o single.
Na edição de 2006 do Walmart Soundcheck, série performática da rede varejista Walmart, o RBD estreou pela primeira vez ao vivo "Tu Amor". Em 24 de novembro de 2006, após sua entrevista em inglês no Yahoo! Music, eles também tocaram a faixa. Em 2007 foi exibida a participação do grupo no programa americano de música CD USA, onde interpretaram "Tu Amor", bem como "My Philosophy", "Wanna Play", "This Is Love", "I Wanna Be the Rain" e "Save Me". O grupo foi convidado pelo empresário americano Donald Trump para aparecer no maior concurso de beleza do mundo, Miss Universo 2007, realizado em 28 de maio de 2007. O evento aconteceu no Auditório Nacional da Cidade do México; na ocasião, executaram um medley das canções "Wanna Play", "Cariño Mío" e "Money Money". Em 25 de julho, interpretaram "Tu Amor" no programa de TV musical Confesiones en Concierto no Ritmoson Latino. Ainda em 2007, o grupo participou pela segunda vez do Walmart Soundcheck. Desta vez, "Cariño Mío" e "Money Money" foram apresentadas para continuar a promoção de Rebels, assim como outras faixas do álbum em espanhol Celestial.
Embora o álbum não tenha contado com uma turnê exclusiva para promovê-lo, suas músicas foram incluídas na terceira turnê mundial do RBD, a Celestial Tour. A digressão de concertos incluiu apresentações das canções "Cariño Mío", "Wanna Play", "Money Money", "I Wanna Be the Rain" e "Tu Amor". A turnê passou pelos Estados Unidos e Europa, além da América do Sul e Central. Em 22 de junho de 2007, como resultado de suas apresentações de sucesso na Espanha, durante uma das passagens da Celestial Tour pelo país, em um show único no Estádio Vicente Calderón de Madrid, perante a 40 mil pessoas, gravaram o seu terceiro álbum ao vivo, Hecho en España.

## Lista de faixas
O álbum, Rebels, contém quatorze faixas em sua edição padrão, dezesseis na edição japonesa (We are RBD). As canções do disco, em sua maioria, são em inglês, à exceção da canção, "Money Money", que é inteiramente em espanhol.
| Rebels – Edição padrão |                       |                                                       |                          |         |  |
| N.º                    | Título                | Compositor(es)                                        | Produtor(es)             | Duração |  |
| 1.                     | "Tu Amor"             | Diane Warren                                          | Khris Kellow             | 4:38    |  |
| 2.                     | "Wanna Play"          | Andrea Martin RedOne                                  | Martin RedOne            | 3:41    |  |
| 3.                     | "My Philosophy"       | Carlos Lara                                           | Lara                     | 4:05    |  |
| 4.                     | "Connected"           | Amy Powers Guy Roche                                  | Lara                     | 3:16    |  |
| 5.                     | "I Wanna Be The Rain" | Warren                                                | Peter Stengaard          | 4:07    |  |
| 6.                     | "Cariño Mío"          | Martin RedOne                                         | Martin RedOne            | 3:12    |  |
| 7.                     | "Era La Música"       | Alisha Brooks Evan McCulloch Nick Nastasi Ryan Stokes | Nastasi McCulloch Stokes | 3:31    |  |
| 8.                     | "Keep It Down Low"    | Mauricio Arriaga                                      | Lara                     | 3:36    |  |
| 9.                     | "Happy Worst Day"     | Mats Hedström Jade Ell                                | Lara                     | 3:02    |  |
| 10.                    | "This is Love"        | Memo Méndez Guiú Emil "Billy" Méndez                  | Lara                     | 3:39    |  |
| 11.                    | "Save Me"             | Max Di Carlo Lara Pedro Damián                        | Lara                     | 3:56    |  |

| Faixas bônus   |                                                        |                                                        |                           |         |  |
| N.º            | Título                                                 | Compositor(es)                                         | Produtor(es)              | Duração |  |
| 12.            | "Money Money" (Spanish language bonus track)           | Anthony Calo Gabriel Cruz Aarón Peña Francisco Saldaña | Luny Tunes Los Presidents | 3:21    |  |
| 13.            | "Tu Amor" (Navidad Mix)                                | Warren                                                 | Lara Kellow               | 4:36    |  |
| 14.            | "Celestial: (Ser O Parecer / Dame / Bésame Sin Miedo)" | Ávila Lara Chico Bennett Jon Ingoldsby                 | Ávila Lara                | 2:00    |  |
| Duração total: | Duração total:                                         | Duração total:                                         | Duração total:            | 50:30   |  |

| We Are RBD – Edição Japão | |                                 |         |  |
| N.º                       | Título | Compositor(es)                  | Duração |  |
| 1.                        | "トゥ･アモール～僕の恋人～/Tu Amor"                                                                                | Warren                          | 4:38    |  |
| 2.                        | "ワナ･プレー/Wanna Play"                                                                                           | Martin RedOne                   | 3:41    |  |
| 3.                        | "マイ･フィロソフィー/My Philosophy"                                                                                | Lara                            | 4:05    |  |
| 4.                        | "コネクテッド/Connected"                                                                                           | Powers Roche                    | 3:16    |  |
| 5.                        | "アイ･ワナ･ビー･ザ･レイン/I Wanna Be The Rain"                                                                     | Warren                          | 4:07    |  |
| 6.                        | "カリーニョ･ミオ/Cariño Mío"                                                                                       | Martin RedOne                   | 3:12    |  |
| 7.                        | "エラ･ラ･ムジカ/Era La Musica"                                                                                     | Brooks McCulloch Nastasi Stokes | 3:31    |  |
| 8.                        | "キープ･イット･ダウン･ロウ/Keep It Down Low"                                                                       | Arriaga                         | 3:36    |  |
| 9.                        | "ハッピー･ワースト･デー/Happy Worst Day"                                                                           | Hedström Ell                    | 3:02    |  |
| 10.                       | "ディス･イズ･ラヴ/This Is Love"                                                                                    | Guiú Méndez                     | 3:39    |  |
| 11.                       | "セイヴ･ミー/Save Me"                                                                                              | DiCarlo Lara Damián             | 3:57    |  |
| 12.                       | "レット･ザ･ミュージック･プレー/Let The Music Play (Bonus Track For Japan)"                                         | Barbosa Chisolm                 | 4:58    |  |
| 13.                       | "ゴーン/Gone (Bonus Track For Japan)"                                                                              | Kara DioGuardi John Shanks      | 3:15    |  |
| 14.                       | "マネー･マネー [スペイン語ボーナス･トラック]/ Money Money (Spanish language bonus track)"                          | Calo Cruz Peña Saldaña          | 3:21    |  |
| 15.                       | "トゥ･アモール～僕の恋人(Navidad Mix)/Tu Amor (Navidad Mix)"                                                       | Warren                          | 4:36    |  |
| 16.                       | "セレスティアル [スペイン語ニュー･アルバムより4曲サンプラー]/Celestial: (Ser O Parecer / Dame / Bésame Sin Miedo)" | Ávila Lara Bennett Ingoldsby    | 2:00    |  |

## Desempenho comercial
Na América do Norte, Rebels recebeu, na melhor das hipóteses, uma recepção morna. Nos Estados Unidos — principal foco do projeto — o álbum estreou no número 40 da parada de álbuns Billboard 200, com vendas na primeira semana de 94 mil cópias. Ironicamente, o terceiro álbum em espanhol do RBD, Celestial, comercializou 137 mil unidades em sua semana de liberação nos Estados Unidos e alcançou a posição 15 na tabela supracitada, vendendo 43,000 cópias a mais do que Rebels em sua semana de estreia. Na atualização posterior, as vendas de Rebels regrediram 68% nos Estados Unidos, apesar de o álbum ter caído apenas nove posições na Billboard 200. Até 2008, duzentas e vinte cinco mil réplicas do trabalho já haviam sido compradas no país, de acordo com a Nielsen SoundScan. No México, o material teve um desempenho ruim, considerando o sucesso dos lançamentos anteriores do grupo, estreando na posição 74 na parada de álbuns do país, sua posição de pico. Entretanto, conseguiu obter uma certificação ouro pela Asociación Mexicana de Productores de Fonogramas y Videogramas (AMPROFON), denotando vendas de 50 mil exemplares.
Em outros lugares, Rebels debutou na terceira posição na parada de álbuns da Espanha. Na semana seguinte, pulou para o topo, onde manteve-se por duas semanas consecutivas. Finalizou 2006 como o 30º álbum com melhor resultado no gráfico naquele ano, de acordo com a Productores de Música de España (PROMUSICAE). Com isso, a empresa concedeu-lhe uma certificação de ouro reconhecendo vendas equivalentes a vinte mil unidades no país. Quase inesperadamente, Rebels recebeu uma excelente recepção na Ásia, particularmente no Japão, onde a Recording Industry Association of Japan (RIAJ) certificou a gravação pelas vendas de 200 mil unidades.

### Tabelas semanais
| Tabela musical (2006–07)         | Melhor posição |
| -------------------------------- | -------------- |
| Espanha (PROMUSICAE)             | 1              |
| Estados Unidos (Billboard 200)   | 40             |
| Europa (European Top 100 Albums) | 44             |
| México (AMPROFON)                | 74             |

| Tabela musical (2007) | Posição |
| --------------------- | ------- |
| México (AMPROFON)     | 45      |
| Espanha (PROMUSICAE)  | 30      |

| Região                                                                                             | Certificação | Vendas   |
| -------------------------------------------------------------------------------------------------- | ------------ | -------- |
| Espanha (PROMUSICAE)                                                                               | Ouro         | 20,000^  |
| Estados Unidos                                                                                     | —            | 225,000  |
| México (AMPROFON)                                                                                  | Ouro         | 50,000^  |
| Japão (RIAJ)                                                                                       | Ouro         | 200,000^ |
| *números de vendas baseados somente na certificação ^distribuições baseadas apenas na certificação |              |          |

## Histórico de lançamento
| Região         | Data                   | Formato             | Gravadora |
| -------------- | ---------------------- | ------------------- | --------- |
| Estados Unidos | 19 de dezembro de 2006 | CD download digital | EMI       |
| França         | 5 de março de 2007     | CD download digital | EMI       |
| Japão          | 21 de março de 2006    | CD download digital | EMI       |
| Polônia        | 24 de novembro de 2007 | CD download digital | EMI       |
| Grécia         | 29 de novembro de 2008 | CD download digital | EMI       |

## Créditos
Créditos adaptados das notas do encarte do álbum.
Locais de gravação
| - Igloo Music Studios (Burbank, Califórnia) - Ndahouse (Encino, Califórnia) - Realsongs Studios D e W (Hollywood, Califórnia) | - Cosmos Studios 1 e 2 (Cidade do México, México) - Studio 19 (Cidade do México, México) - Integrated Studios (Cidade de Nova Iorque) |

Locais de mixagem
| - Igloo Music Studios (Burbank, Califórnia) - Realsongs Studios D e W (Hollywood, Califórnia) - Cosmos Studios 1 e 2 (Cidade do México, México) | - AUM Studios (Cidade de Nova Iorque) - Integrated Studios (Cidade de Nova Iorque) - Plug in Tunes Studios (Queens, Nova Iorque) |

Masterização
- Bernie Grundman Mastering (Hollywood, Califórnia)

Vocais
| - RBD: vocais principais, vocais de fundo - Armando Ávila: vocais de fundo - Martín Cintrón – vocais de fundo - Khris Kellow – vocais de fundo | - Bambi: vocais de fundo - Carlos Murguía: vocais de fundo - Andy Vargas: vocais de fundo |

Músicos
| - Armando Ávila: baixo, bateria, guitarras, teclados, mellotron - Abraham Laboriel: baixo - Javier Barrera: bateria - Greg Bissonette: bateria - Martín Cintrón: guitarra - Brian Kahanek: guitarra | - Carlos Lara: guitarra - Güido Laris: guitarra, teclado - RedOne: guitarra, instrumentação - Peter Stengaard: instrumentação - Carlos Murguía: teclado - Javier Calderón: guitarras |

Produção
- Chris Anokute: A&R
- Camilo Lara: A&R
- Melissa Mochulske: A&R
- Armando Ávila: arranjo, mixagem, produção
- Khris Kellow: arranjo, produção, programação, produção vocal
- Güido Laris: arranjo, programação
- Andrea Martin: arranjo, produção, produção vocal
- Carlos Murguía: arranjo, programação
- RedOne: arranjo, arranjo de programação, produção
- Peter Stengaard: arranjo, mixagem, produção, programação
- Kate McGregor: coordenação de arte
- Edward Taylor: direção de arte, design gráfico
- Luis Luisillo Miguel: produtor associado
- Lynda Thomas: direção dos vocais de apoio
- Carolina Palomo: coordenação
- Sean Mosher-Smith: direção criativa
- Carlos Lara: direção musical, direção de vocais principais, produção, produção vocal
- Mario Luccy: engenharia de som, mixagem, engenharia de gravação
- Emilio Ávila: produção executiva
- Pedro Damián: produção executiva
- Michael Anthony Rodríguez: produção executiva
- Diane Warren: produção executiva
- Sara Klinger: assistência de produção executiva
- Televisa En Vivo: gerenciamento
- Bernie Grundman: masterização
- Gustavo Borner: mixagem, engenharia de gravação
- Orlando Calzada: mixagem, engenharia de gravação
- Nick Nastasi: assistência de mixagem, produtor, engenheiro de gravação, assistência de engenharia de gravação
- Marina Chávez: fotografia
- Los Presidentes: produção
- Luny Tunes: produção
- Evan V. McCulloch: produção
- Claydes Ahmad Smith: produção, arranjo vocal
- Ryan William Stokes: produção
- Rotger Rosas: assistência de produção
- Jorge González: coordenação de produção
- Tyler Coomes: programação
- Héctor Crisantes: engenharia de gravação
- Brian Kahanek: engenharia de gravação
- Juan Carlos Moguel: engenharia de gravação
- Fernando Roldán: engenharia de gravação
- Ignacio Segura: assistência de engenharia de gravação
- Ruy Fulguera: arranjo de cordas
- Eric Archibald: figurino
- Sergio Zamudio: direção vocal